# Halobisium occidentale
Halobisium occidentale is een bastaardschorpioenensoort uit de familie van de Neobisiidae. De wetenschappelijke naam van de soort is voor het eerst geldig gepubliceerd in 1931 door Beier.